# Personlighetsgenetik
Personlighetsgenetik är ett tvärvetenskapligt forskningsfält som studerar genetikens betydelse för personligheten. Forskningens metod innefattar kvantifiering av personlighetsdrag, vilka mäts med personlighetstest.
Personlighetsgenetiken kan sägas ha startat 1996, när belägg lades fram att en del av den genetiska koden för dopamin påverkar det uppsökande beteendet eller graden av nyfikenhet (Novelty seeking). Något senare framlades belägg för att en del av den genetiska koden för serotonin påverkar skadeundvikande beteenden, neuroticism och ångestrelaterade störningar. Vasopressinreceptorer verkar vara involverade i parbildning hos män, autism och socialisationsförmåga.